# Роша Машадо, Мишел Маседо
Мишел Маседо Роша Машадо (порт. Michel Macedo Rocha Machado, или просто Мишел; родился 15 февраля 1990, Рио-де-Жанейро, Бразилия) — бразильский футболист, защитник клуба «Коринтианс», на правах аренды выступающий за «Жувентуде».

## Биография
Мишёл — воспитанник футбольного клуба «Фламенго». В 2008 году перешёл в испанскую «Альмерию». Дебютировал в команде 29 октября 2008 года в матче кубка Испании против «Райо Вальекано».
16 ноября того же года защитник впервые сыграл в матче Примеры, заменив на поле незадолго до конца встречи с «Мальоркой» Хосе Ортиса.
К концу сезона 2008/09 на счету бразильца значилось 4 матча за «Альмерию»: по 2 в чемпионате и кубке Испании.
В сезоне 2009/10 Мишёл провёл уже 28 встреч чемпионата. 20 сентября 2009 года футболист забил первый в своей карьере и пока единственный гол за испанский клуб, поразив ворота «Хетафе».
Отыграв в дальнейшем ещё 2 сезона за «Альмерию» (последний из которых — в Сегунде), Мишёл летом 2012 года вернулся в Бразилию, присоединившись на правах аренды к «Атлетико Минейро».
За клуб из Белу-Оризонти защитник дебютировал лишь 13 июня 2013 года. В матче против «Сантоса» он провёл на поле первый тайм, а в перерыве был заменён на Нето Беролу.
25 июля 2013 года Мишёл вместе с командой стал обладателем кубка Либертадорес.

## Достижения
- Чемпион штата Минас-Жерайс (1): 2013
- Обладатель кубка Либертадорес (1): 2013